# Nowoschachtinsk
Nowoschachtinsk (russisch Новоша́хтинск) ist eine russische Stadt in der Oblast Rostow mit 111.075 Einwohnern (Stand 14. Oktober 2010). Sie liegt rund 80 km nördlich der Metropole Rostow am Don, im westlichen Teil der Rostower Oblast nahe der Grenze Russlands zur Ukraine. Die nächstgelegene Stadt ist Krasny Sulin; dieses liegt 17 km nordöstlich von Nowoschachtinsk.

## Geschichte
Die Stadt entstand im Zuge der Steinkohleförderung in dieser zum Donezbecken zählenden Gegend. Ursprünglich befand sich hier eine Anfang des 20. Jahrhunderts gegründete Bergbauarbeitersiedlung nahe einer Mine, die vor der Oktoberrevolution dem Rostower Industriellen Nikolai Paramonow gehörte. Nach 1917 wurden die Bergwerke nationalisiert, und die Arbeitersiedlung erhielt den Namen Komintern (russisch Коминте́рн, nach der Kommunistischen Internationale).
1939 wurde durch die Vereinigung der Siedlung Komintern mit einer anderen Arbeitersiedlung die Stadt Nowoschachtinsk gebildet, deren Name wörtlich „Neue Minenstadt“ bedeutet. Im gleichen Jahr erhielt Nowoschachtinsk Stadtrechte. Seit seiner Entstehung und bis zum Ende der Sowjetunion wurde Nowoschachtinsk darauf ausgerichtet, Kohle zu fördern, was das Stadtbild bis heute sehr geprägt hat.
In den Kohlebergwerken von Nowoschachtinsk waren auch tausende von deutschen Kriegsgefangenen des Zweiten Weltkriegs beschäftigt. Noch bis in die 1950er-Jahre stellten diese einen großen Teil der Kumpel.
Internationale Bekanntheit erlangte die Stadt durch ein schweres Grubenunglück im Oktober 2003. Damals wurden 46 Bergleute durch einen Wassereinbruch verschüttet. Nach sechs Tagen konnte man noch 12 Kumpel lebendig bergen. Dieses „Glück im Unglück“ wurde in den deutschen Medien auch als „Wunder von Nowoschachtinsk“ bezeichnet, angelehnt an das deutsche Grubenunglück von Lengede 1963.
2004 wurde die Siedlung städtischen Typs Sokolowo-Kundrjutschinski (2002: 9600 Einwohner) eingemeindet.

### Bevölkerungsentwicklung
| Jahr | Einwohner |
| ---- | --------- |
| 1939 | 48.035    |
| 1959 | 103.566   |
| 1970 | 101.500   |
| 1979 | 104.152   |
| 1989 | 107.772   |
| 2002 | 101.131   |
| 2010 | 111.075   |

Anmerkung: Volkszählungsdaten

## Wirtschaft und Verkehr
Während des wirtschaftlichen Niedergangs der 1990er-Jahre in der ehemaligen Sowjetunion kam die Kohleförderung in Nowoschachtinsk fast vollständig zum Erliegen. Heute gehören statt des Bergbaus die Leicht- und die Nahrungsmittelindustrie zu den Hauptwirtschaftszweigen der Stadt. Eine Erdölraffinerie als wichtiger Arbeitgeber wurde 2009 eröffnet.
Die Stadt liegt nahe dem Kreuzungspunkt der Fernstraßen M4 und A270, wobei letztere in die Ukraine führt und dort als Fernstraße M 03 bekannt ist. Ein Bahnhof befindet sich etwas außerhalb der Stadt.

## Hochschulen
- Filiale der Südrussischen Staatlichen Technischen Universität

## Bekannte Personen
- Andrei Tschikatilo (1936–1994), Serienmörder; wohnte ab 1971 bis Ende der 1970er Jahre in Nowoschachtinsk und war dort als Lehrer tätig